# Ткаченко Марина Іванівна
Мари́на Іва́нівна Ткаче́нко (дошлюбне прізвище — Копча; нар. 29 серпня 1965, Мукачеве) — радянська та українська баскетболістка. Олімпійська чемпіонка 1992 року і дворазова чемпіонка Європи (1991, 1995 рр.). Заслужений майстер спорту СРСР.

## З життєпису
Навчалася в Київському спортивному ліцеї-інтернаті (КСЛІ).
Більшу частину ігрової кар'єри провела в команді київського «Динамо». Також захищала кольори клубів «Молдова» (Кишінів), «Козачка» (Запоріжжя), «Бохум» (Німеччина), «Сомбатхей» (Угорщина) і ТІМ-СКУФ (Київ). У складі «Динамо» стала володаркою Кубка Ліліан Ронкетті 1988 року. Фінал проти італійського клуб «Дебора» (Мілан) завершився з рахунком 100:87, а особистий доробок Марини Ткаченко — 32 очки.
Золоту олімпійську медаль та звання олімпійського чемпіона вона виборола на Олімпіаді в Барселоні, виступаючи у складі Об'єднаної команди. Через чотири роки, на Олімпіаді в Атланті українська збірна, в якій грала Марина Ткаченко, фінішувала четвертою.
Колишній чоловік — Ткаченко Ігор Анатолійович (прізвисько «Череп»), тренер та кримінальний авторитет.